# دایره گچی قفقازی
دایرهٔ گچی قفقازی (به آلمانی: Der Kaukasische Kreidekreis) نمایشنامه‌ای از برتولت برشت بر اساس دایره‌ی گچی لی کیانفو است. ساختار این نمایشنامه مطابق با تئاتر روایی برشت است و داستانی اخلاقی دربارهٔ دختری رعیت را روایت می‌کند که با نجات دادن یک کودک از طبقهٔ بالای جامعه، نقش مادری بهتر از مادر واقعی را برای او ایفا می‌کند.

این نمایشنامه در سال ۱۹۴۴، هنگامی که برشت در آمریکا ساکن بود به زبان آلمانی نوشته شد و توسط دوست او، اریک بنتلی به انگلیسی ترجمه شد. اولین نمایش آن در سال ۱۹۴۸ در قالب کار دانشجویی در کالج کارلتون واقع در مینه‌سوتا به روی صحنه رفت.

## ساختار
نمایشنامهٔ دایرهٔ گچی قفقازی در قالب یک پیش‌درآمد و پنج صحنه نوشته شده است. عنوان پیش‌درآمد کشمکش بر سر یک دره و عناوین صحنه‌های آن به ترتیب طفل والاگهر، فرار به کوهستان‌های شمالی، در کوهستان‌های شمالی، شرح احوال قاضی، دایرهٔ گچی است.

## ترجمه
این کتاب توسط ناشران مختلف، با ترجمهٔ افراد مختلف به زبان فارسی منتشر شده است. نشر قطره ترجمهٔ حمید سمندریان از نسخهٔ انگلیسی این کتاب را اخیراً منتشر کرده است. در این کتاب، از فروغ فرخزاد برای تنظیم اشعار یاری گرفته شده است.